# Judy Niemack

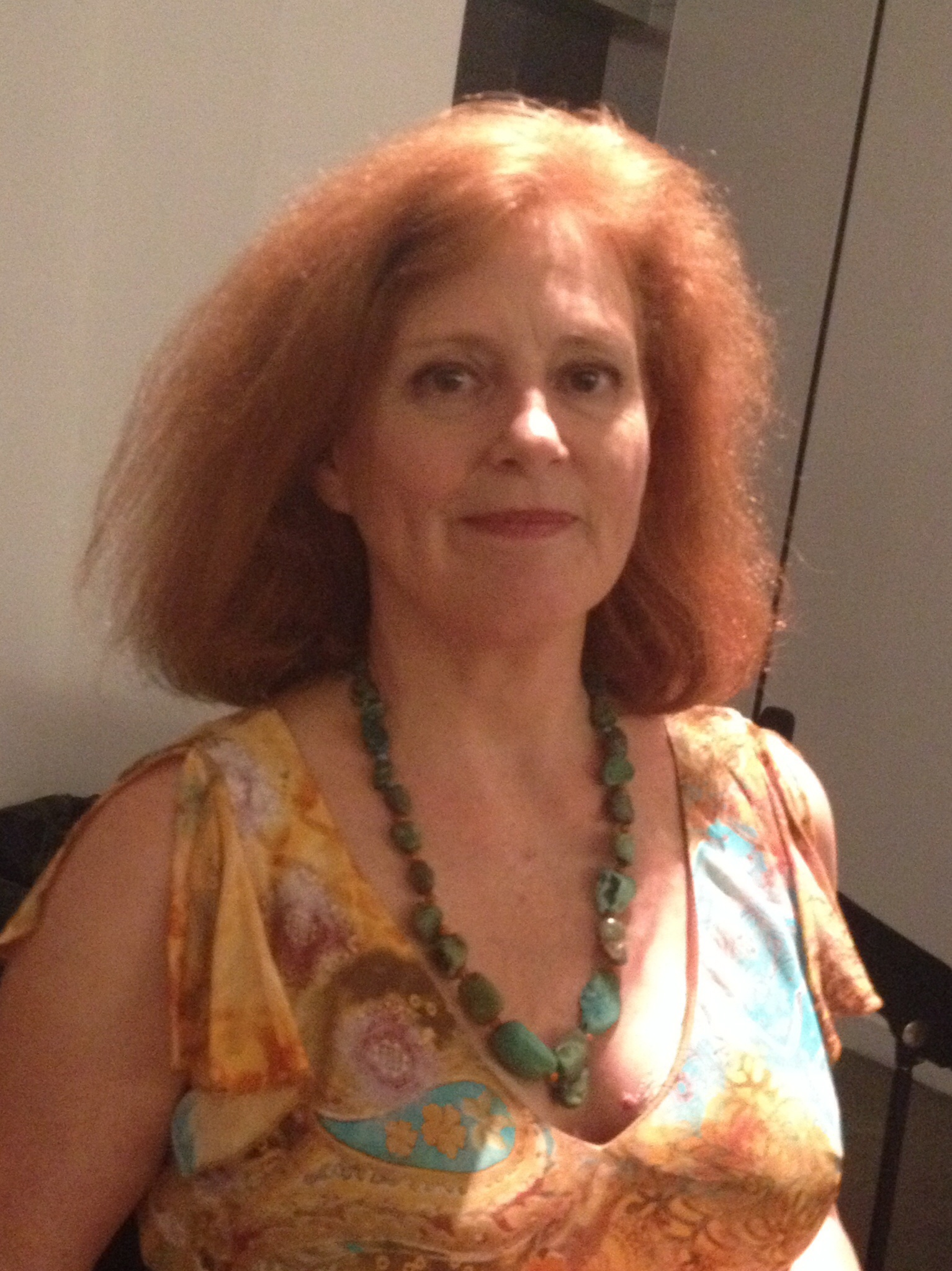
Judy Niemack, 2014

Judy Niemack (* 11. März 1954 in Pasadena Kalifornien) ist eine US-amerikanische Jazzsängerin.

## Leben und Wirken
Niemack trat mit sieben Jahren im Kirchenchor auf; während ihrer Schulzeit sang sie in unterschiedlichen Gesangsformationen wie Kammerchor, Madrigalchor, Musical-Aufführungen, Folk- und Rockbands sowie in einem Vocaljazz-Quartett. Sie hat zunächst am Pasadena City College und anschließend am New England Conservatory klassischen Gesang studiert, um dann bei Warne Marsh Unterricht in Jazzimprovisation zu nehmen. 1977 ging sie als Jazzsängerin nach New York City, wo sie unter anderem bei Dave Brubeck, Ray Drummond und Kirk Nurock auftrat.
Auf dem Jazz Festival Pisa 1982 begann ihre internationale Karriere, die sie dann in fast allen Ländern Europas sowie in Kanada, Japan und den Philippinen fortsetzte. Auf ihrer Japantournee wurde sie von Ray Drummond, Tootie Heath und Ronnie Mathews begleitet. Sie hat mit Lee Konitz, Joe Lovano, Peter Herbolzheimer, Mal Waldron, Kenny Barron, Toots Thielemans, Erik Friedlander, Fred Hersch, David Friedman, Hein van de Geyn, Roger Vanhaverbeke und Eddie Gomez aufgenommen. Sie hat auch mit der WDR Big Band Köln, mit Jim McNeely, der hr-Bigband und der RIAS Big Band Berlin zusammengearbeitet. 2022 legte sie das Album What's Love? vor, eingespielt mit Peter Bernstein, Sullivan Fortner, Doug Weiss und Joe Farnsworth. 2023 folgte das mit Jay Clayton eingespielte Album Voices in Flight.
Nach Tätigkeiten an mehreren US-amerikanischen Colleges und Hochschulen unterrichtete Niemack ab 1993 an der Jazz-Fakultät der Königlichen Konservatorien von Antwerpen und Den Haag. 1994 wurde sie Professorin für Jazzgesang am Konservatorium in Brüssel. 1995 wurde sie dann als Professorin an die Hochschule für Musik „Hanns Eisler“ Berlin berufen (sie war damals die erste Professorin für Jazzgesang in Deutschland). Sie lehrte bis zum Februar 2020 am Jazz-Institut Berlin.